# Jean-Étienne Vaudry
Jean-Étienne Vaudry, seigneur de Saizenay et de Poupet, est un musicien amateur français, conseiller au Parlement de Besançon, né à Saizenay le 26 septembre 1668 et mort à Besançon le 21 juillet 1742, connu pour être l'auteur du manuscrit Vaudry de Saizenay. 

## Biographie
Jean-Étienne Vaudry, seigneur de Saizenay et de Poupet, est né à Saizenay, près de Salins, le 26 septembre 1668.
Il est conseiller au Parlement de Besançon entre 1704 et 1727. Mais c'est comme musicien amateur, luthiste et théorbiste, élève de Guillaume Jacquesson et Robert de Visée, qu'il est surtout connu. On possède de lui deux manuscrits de Pièces de luth et de théorbe (Paris, 1699), anthologies conservées à la Bibliothèque municipale de Besançon qui comptent parmi les sources les plus importantes du baroque français tardif pour le luth et le théorbe,.
Les tablatures du manuscrit Vaudry de Saizenay couvrent en effet toute l'histoire du luth baroque français et comprennent les pièces les plus célèbres du répertoire du début du XVIIe siècle, à l'instar de La belle homicide de Denis Gaultier, et des œuvres de compositeurs plus tardifs tels que Jacques Gallot, dont les Pièces de luth (Paris, vers 1683) ont été copiées intégralement par Vaudry. L'un des manuscrits (279152) contient presque toute la musique attribuée à Visée pour théorbe et luth et reste la seule source existante de ses pièces pour luth. On y trouve également des arrangements de Visée d'airs d'opéra, de vaudevilles et de noëls, notamment, courants dans le répertoire des luthistes et clavecinistes de la fin du XVIIe siècle, ainsi que des pièces d'Ennemond Gaultier, La Barre, Pinel, Mouton, Du Faut, Dupré, V. Strobel, Aymond (Hémon), Comte de Logi, Hardelle, Le Moyne ou d'Olivet,.
Jean-Étienne Vaudry de Saizenay meurt à Besançon le 21 juillet 1742,.